# Fuscopannaria pulveracea
Fuscopannaria pulveracea är en lavart som först beskrevs av P. M. Jørg. & Henssen, och fick sitt nu gällande namn av P. M. Jørg. Fuscopannaria pulveracea ingår i släktet Fuscopannaria och familjen Pannariaceae.   Inga underarter finns listade i Catalogue of Life.